# Lupus (Missouri)
Lupus è un comune degli Stati Uniti d'America, situato nello Stato del Missouri, nella contea di Moniteau.